# Sucé-sur-Erdre
Sucé-sur-Erdre is een gemeente in het Franse departement Loire-Atlantique (regio Pays de la Loire). De plaats maakte deel uit van het arrondissement Nantes tot zij op 1 januari 2017 werd overgedragen aan het arrondissement Châteaubriant-Ancenis. Sucé-sur-Erdre telde op 1 januari 2022 7.457 inwoners.

## Geografie
De oppervlakte van Sucé-sur-Erdre bedroeg op 1 januari 2022 41,33 vierkante kilometer; de bevolkingsdichtheid was toen 180,4 inwoners per km².

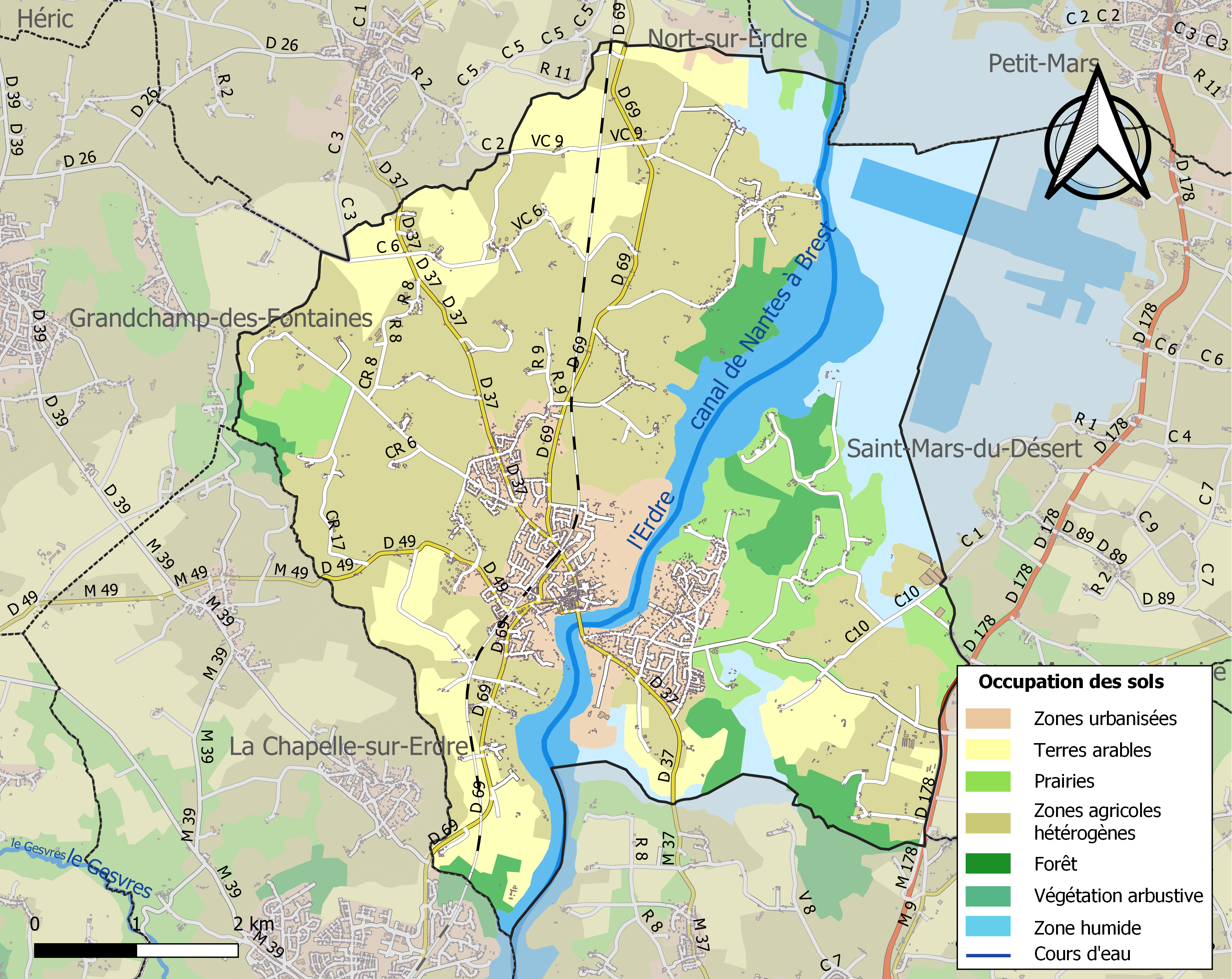
Kaart van de gemeente met de belangrijkste infrastructuur, bodemgebruik en omliggende gemeenten

## Demografie
Onderstaande figuur toont het verloop van het inwonertal (bron: INSEE-tellingen).

## Stedenband
Sucé-sur-Erdre heeft sinds 1990 een stedenband met het Engelse Cricklade.